# مارغريت رالف
مارغريت رالف (بالإنجليزية: Margaret Ralph)‏ هي سيدة أعمال نيوزيلندية، ولدت في 1822، وتوفيت في 1913.